# Kómár Gyula
Kómár Gyula (Aszód, 1904. március 5. – Budapest, 1968. október 24.) magyar állatorvos, egyetemi tanár.

## Életpályája
Elemi és középiskolai tanulmányait szülővárosában végezte el; a Petőfi Sándor Gimnáziumban végzett. 1928-ban állatorvosi diplomát, 1929-ben pedig doktori diplomát kapott Budapesten. 1928-tól Berrár Mihály klinikáján dolgozott. 1931-ben Bécsben tanult. 1934-ben megvált az Állatorvosi Főiskola Sebészeti Klinikájától; eleinte Gyomán járási állatorvos, majd Orosházán járási főállatorvos volt. 1944-ben Aszódon katonai kórházakban sebészeti tevékenységet végzett. 1945–1948 között törvényhatósági főállatorvos volt Csongrád vármegyében. 1948-ban a Sebészeti Klinika egyetemi tanára lett. 1948–1957 között az Állatorvostudományi Kar, majd Főiskola Sebészeti és Szemészeti Tanszékének és Klinikájának vezetője volt. 1957-ben klinikájától meg kellett válnia; előbb körzeti állatorvos, majd 1958–1968 között a Ceglédi Állatkórház igazgatója volt.
Több főiskolai tankönyvet is írt.

## Családja
Szülei: Kómár József csizmadia és Zsemberi Amália voltak. 1961-ben Cegléden házasságot kötött Zsarkó Juliannával.
Sírja a Farkasréti temetőben található (15-6-19).
Fia és unokája is állatorvos lett.

## Művei
- Vizsgálatok a bacillus avisepticus levestenyészeteiben mutatkozó üledék minőségének okairól (Közlemény Közlemények az összehasonlító élet- és kórtan köréből. 23. kötet. 5–6. füzet; Budapest, 1929)
- Háziállatok légoltalma. Állatorvosok számára (Budapest, 1952)
- Állatorvosi szemészet (Budapest, 1953; 1961)
- Állatorvosi sebészet. A fej, a nyak és a törzs sebészete (Budapest, 1955)
- Részletes sebészet 2. A végtagok sebészete (Budapest, 1959)
- Állatorvosi sebészet. A végtagok sebészete (Budapest, 1960)
- Tierärztliche Augenheilkunde (Szutter Lászlóval, Budapest, 1968)

## Díjai
- Aszód díszpolgára (2004)[9]